# Elektronisches Stellwerk

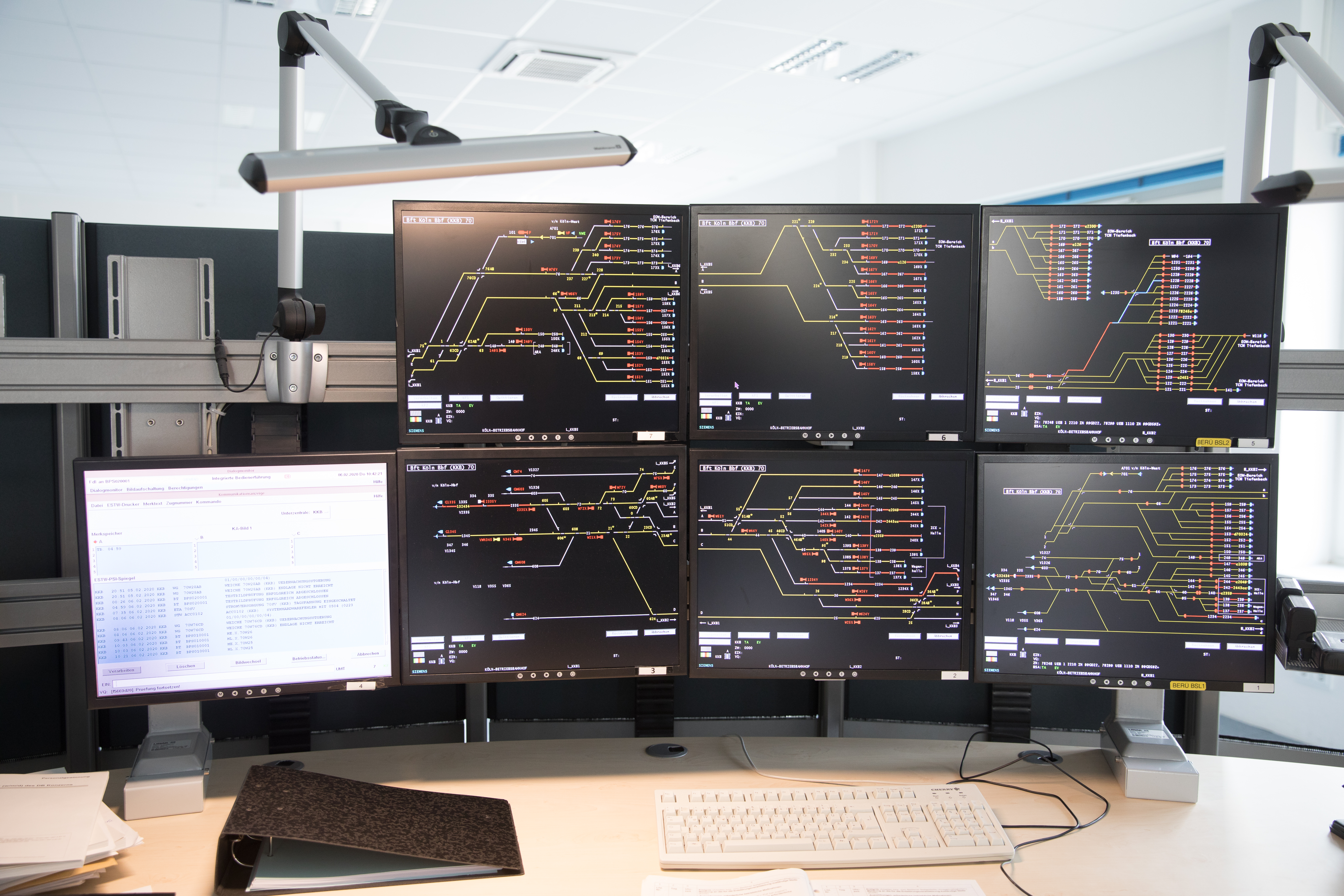
ESTW-Bildschirmarbeitsplatz Köln Betriebsbahnhof

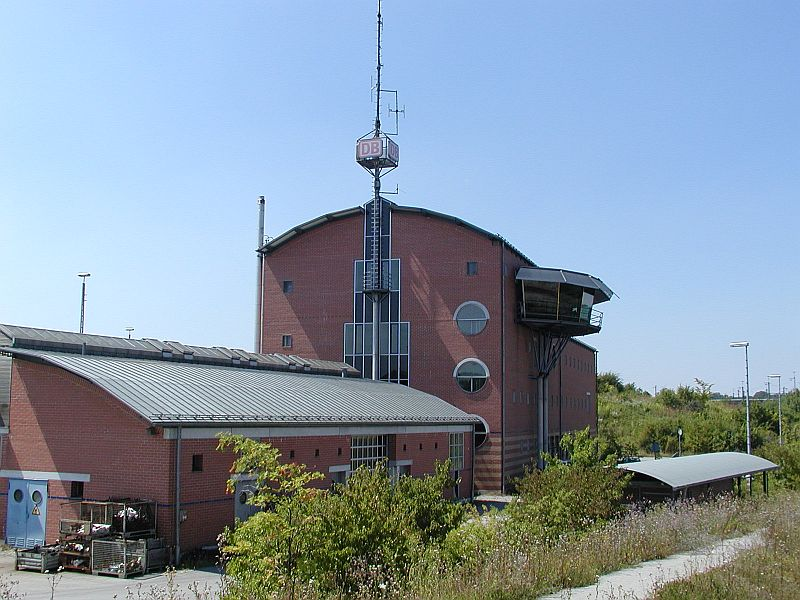
ESTW München Nord Rangierbahnhof

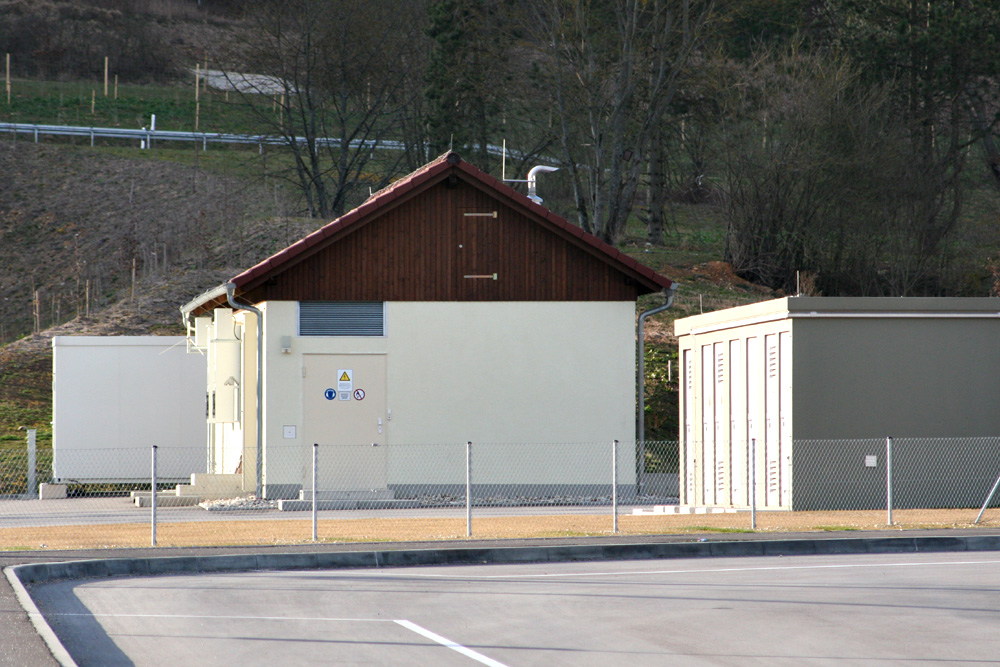
ESTW-A-Funktionsgebäude im Bahnhof Kinding (Altmühltal)

Ein elektronisches Stellwerk (ESTW) ist ein Stellwerk zum Stellen von Weichen und Signalen. Die Außensignale sind ausschließlich Lichtsignale, falls sie nicht komplett durch eine Führerstandssignalisierung ersetzt werden. Die zum Aufbau und zur Sicherung einer Fahrstraße erforderlichen Abhängigkeiten werden im elektronischen Stellwerk mithilfe von Software in Rechnern realisiert.
Bei den ersten ESTW-Bauformen ist, wie auch bei Relaisstellwerken, die maximale Stellentfernung von der Stromversorgung (meist im Stellwerk) zur Außenanlage aufgrund der üblicherweise verwendeten Kabeltypen auf etwa 6,5 km begrenzt. Später wurden die zur Steuerung und Überwachung der Außenanlagen (Weichen, Signale) verwendeten Rechner auch abgesetzt (in größerer Entfernung) von der Zentrale und mit eigener Stromversorgung installiert. Die Elementansteuerungen der ersten ESTW waren von Relaisstellwerken übernommen und daher mit Signalrelais realisiert. In modernen Bauformen werden Komponenten in der Außenanlage über elektronische Bussysteme (Profibus, CAN, ISDN, Ethernet über Kupfer oder Lichtwellenleiter) angesteuert, sodass die Stellentfernung unbegrenzt ist.

## Historische Entwicklung

### Erstes ESTW
Das erste ESTW wurde 1978 auf dem Bahnhof Göteborg Central in Schweden in Betrieb genommen. Es stammt von der Firma Ericsson Signal.
Im Sommer 1983 ging bei der Arthur-Taylor-Colliery in Südafrika das erste Voll-ESTW der Firma Siemens in Betrieb.
Als erste Staatsbahn bestellte um 1983 die Nederlandse Spoorwegen ein elektronisches Stellwerk, das (Stand: 1983) im Mai 1984 im Bahnhof Hilversum in Betrieb gehen sollte.

### Historische Entwicklung in Deutschland
Das erste ESTW in Deutschland wurde ab 1982 bei der BVG in Berlin im U-Bahnhof Uhlandstraße von Siemens erprobt. Die Anlage lief zunächst ohne Sicherheitsverantwortung parallel zu einem Altstellwerk aus dem Jahre 1910. Es ging am 25. August 1986 in den Regelbetrieb.
Im Herbst 1982 in Betrieb gegangen und Anfang 1985 für den Vollbetrieb zugelassen wurde das ESTW Leitstraße des Gemeinschaftsbetriebs Eisenbahn und Häfen in Duisburg. Nach manchen Angaben soll es das zweite der Welt gewesen sein, andere Angaben sprechen vom zweiten ESTW von Siemens.
Im Jahre 1984 ging in Hürth-Kendenich an der Vorgebirgsbahn ein Zentralstellwerk auf Mikrocomputer-Basis der Firma Siemens in Betrieb.
Ende der 1970er Jahre stellte das Bundesbahn-Zentralamt in Zusammenarbeit mit der Signalbauindustrie und der TU Braunschweig Überlegungen an, wie Eisenbahntransporte künftig elektronisch gesteuert und überwacht werden könnten. Das Projekt wurde als DIANE bezeichnet (digitales, integriertes und automatisches Nachrichtensystem der Eisenbahn). Im Rahmen des Projekts wurde im September 1979 eine Studie über elektronische Stellwerke als DIANE-Teilkomponente erarbeitet. Der Vorstand der Deutschen Bundesbahn entschied nach einem Besuch des ESTW der Berliner U-Bahn im April 1983, die Entwicklung von elektronischen Stellwerken als Nachfolgetechnologie für Relaisstellwerke zu fördern, und arbeitete bei der Entwicklung mit den Firmen AEG-Telefunken, SEL (heute Hitachi Rail) und Siemens zusammen. Um eine möglichst rasche Einführung zu gewährleisten, entschied der DB-Vorstand, die Leistungsmerkmale und Schnittstellen der technisch-betrieblichen Anforderungen der Stellwerksbauformen SpDr S600 und SpDr L60 beizubehalten. Darauf aufbauend wurden kurzfristig technische Vorgaben in Form von Pflichtenheften zusammengestellt und den Firmen übergeben. Die Zuverlässigkeit sollte der von Spurplanstellwerken entsprechen, wobei ein Totalausfall (MTBF) durchschnittlich alle 100 Jahre vorkommen sollte.
Ende 1983 erhielt Siemens den Auftrag für den Bau von fünf Test-ESTWs zum Preis jeweils eines Stellwerkes SpDr S600, um weitere Erfahrungen und Erkenntnisse zu sammeln. In den Verträgen war unter anderem eine mindestens einjährige Sicherheitserprobung ohne Sicherheitsverantwortung vorgesehen. Ein Vollausfall (Störung von mehr als einem Element in einem durchgehenden Hauptgleis von mehr als 10 Minuten Dauer) alle 25 Jahre vorgesehen. Sollten die Anforderungen nicht erfüllt werden können, bestand ein Anspruch auf Rückbau und kostenlosen Ersatz durch ein Relaisstellwerk.
Auf der gleichen vertraglichen Basis wurde mit der Firma SEL ein Vertrag für die Bahnhöfe Neufahrn (Niederbayern), Husum und Itzehoe geschlossen.
Parallel hierzu wurde das erste Elektrische Ablaufstellwerk (EASTW) als Pilot für den Nürnberg Rangierbahnhof entwickelt. Dieses Stellwerk vom Typ Sp Dr S 600 ging im April 1989 in den Regelbetrieb und ist bis heute aktiv. Durch zahlreiche technische Errungenschaften konnte erstmalig ein nahezu vollautomatisierter Ablaufbetrieb mit ferngesteuerten Abdrückeinheiten realisiert werden. Insgesamt wurden durch den Umbau über 400 Arbeitsplätze eingespart.
Außenanlagen wie Weichenantriebe, Signale und Gleisfreimeldeeinrichtung wurden zunächst aus der Relaistechnik übernommen.
In der DDR erhielt das Kombinat Anlagenbau und Automatisierungstechnik Berlin nach 1982 den Auftrag, ein Mikrorechner-Stellwerk (MR) zu entwickeln. Als Standort für eine Versuchs- und spätere Referenzanlage war der Bahnhof Berlin-Schönefeld Flughafen vorgesehen, die Versuchsanlage sollte ab Dezember 1985 funktionsfähig sein. Die Erprobung begann 1983 unter Geheimhaltung. Die Versuche wurden Ende 1984/Anfang 1985 aufgrund fehlender Mittel und Möglichkeiten abgebrochen.

#### ESTW Murnau – Das erste Vollbahn-ESTW in Deutschland
Am 13. Dezember 1985, am 150. Jahrestag der ersten Zugfahrt in Deutschland mit der Lokomotive Adler, übergab Siemens der Deutschen Bundesbahn im Bahnhof Murnau an der Bahnstrecke München–Garmisch-Partenkirchen das erste ESTW in Deutschland für eine umfassende Praxiserprobung; Reiner Gohlke, damals Erster Präsident der Deutschen Bundesbahn, wohnte der Zeremonie bei. Vorgesehen war ein wenigstens einjähriger Testbetrieb, wobei das ESTW ohne Sicherheitsverantwortung parallel zu der bestehenden Signaltechnik verwendet werden sollte. Darüber hinaus wurde die Anlage über einen von der Bundesbahn entwickelten Simulationsrechner mit simulierten Betriebsabläufen konfrontiert. Das Bundesbahn-Zentralamt München führte die Sicherheits- und Betriebserprobung durch und entschied nach Abschluss der Testphase über die Inbetriebnahme.
Nach der Beseitigung von Mängeln folgte der Sicherheitsnachweis am 15. Juni 1987. Das Stellwerk ging am 29. November 1988 als erstes ESTW an einer deutschen Vollbahn in den Regelbetrieb. Die Eingabe der Stellbefehle erfolgte dabei per Tastatur, die Darstellung auf Rechnerbildschirmen. Als wesentliche Vorteile der neuen Technologie galten damals u. a. ein deutlicher geringerer Raumbedarf, fallende Preise für Computer-Hardware bei steigenden Preisen für Relais und wesentlich größere Stellbereiche sowie eine schnelle Störungsbeseitigung mit geringeren Wartungs- und Instandsetzungskosten.
Bis 1991 folgten vier weitere Test-ESTWs von Siemens: in Overath, Essen-Kupferdreh, Detmold und Springe (bei Hannover).
Das erste ESTW von SEL ging im November 1989 in Neufahrn (Niederbayern) in Betrieb und ging wie geplant 1990 in den Vollbetrieb.
Ein AEG-Stellwerk sollte im Bahnhof Dieburg erprobt werden und wurde Ende 1989 an die Bundesbahn übergeben. Zu einer Vollinbetriebnahme dieses AEG-Prototyps kam es jedoch nicht, da AEG die Arbeiten an dem Projekt einstellte. Stattdessen ging hier 1993 ein Siemens-Serienstellwerk in Betrieb.
Auf den im Bau befindlichen ersten Neubaustrecken wurde, bei positiv verlaufender Erprobung, der Einsatz von ESTW für die Steuerung von Überleitstellen erwogen.
Das Stellwerk in Murnau wurde 2008 durch eine Außenstelle des elektronischen Stellwerks in Garmisch-Partenkirchen mit Bildschirmen in Flüssigkeitskristalltechnologie (LCD-Bildschirme) abgelöst.

#### Weitere Prototypen-ESTW bei der damaligen Deutschen Bundesbahn
Nach dem Planungsstand von Herbst 1988 sollten an 13 Standorten elektronische Stellwerke von drei verschiedenen Herstellern erprobt werden. AEG-Stellwerke (El A) waren, neben Dieburg, auch in Maxhütte-Haidhof, Bodenwöhr und Sigmaringen vorgesehen. El-L-Stellwerke sollten in Neufahrn, Husum und in Itzehoe getestet werden. Für El-S-Stellwerke war neben Detmold, Essen-Kupferdreh, Springe, Overath und Murnau auch Hockenheim an der Schnellfahrstrecke Mannheim–Stuttgart vorgesehen. Im ESTW Hockenheim sollten besondere Funktionen eines Neubaustrecken-Stellwerks, die im Altnetz nicht vorzufinden sind, erprobt werden.
Nach mehrmonatiger Erprobung ging im November 1989 im Bahnhof Springe (Bahnstrecke Hannover–Altenbeken) das bundesweit dritte ESTW in Betrieb. Die 5,2 Millionen D-Mark teure Anlage übernahm dabei den 6,3 km langen Stellbereich von drei mechanischen Stellwerken mit elf Weichen und Gleissperren, 17 Haupt- und Vorsignalen sowie drei Bahnübergängen. Die Bedienung erfolgte per Tastatur, mit Wiedergabe der Stellbefehle auf einem Kontrollmonitor. Bei korrekter Darstellung der Stellbefehle bestätigte der Fahrdienstleiter dabei die Ausführung mittels einer Verarbeitungstaste. In der Nacht vom 22. auf den 23. November 2008 wurde es durch ein neues ESTW ersetzt, das aus der Betriebszentrale Hannover ferngesteuert wird.
Die weiteren vorgesehenen Siemens-Prototypenstellwerke wurden wie geplant in Detmold, Springe, Overath und Essen-Kupferdreh zwischen 1989 und 1991 in Betrieb genommen. Die beiden weiteren SEL-ESTW in Husum und Itzehoe wurden Ende 1990 und im Mai 1991 in Betrieb genommen.
Die ersten, 1991 in Betrieb genommenen Neubaustrecken Hannover–Würzburg und Mannheim–Stuttgart werden zum Teil aus elektronischen Stellwerken heraus gesteuert. Im November 1990 wurden die ESTW-Zentralen in Orxhausen und Kirchheim (jeweils Schnellfahrstrecke Hannover–Würzburg) sowie Hockenheim (SFS Mannheim–Stuttgart) mit weiterentwickelten ESTWs dem Betrieb übergeben. Diese drei zählen neben dem ESTW am Rangierbahnhof München Nord – bei seiner Inbetriebnahme im September 1991 das größte ESTW in Europa – zu den Prototypen der Firma Siemens. Sie verfügen, im Gegensatz zu allen späteren ESTW, über eine Panoramatafel.
Mit dem ESTW Sigmaringen ging im Frühjahr 1993 das erste Serien-ESTW der Firma Siemens in Betrieb. Bis zu seiner Inbetriebnahme war die ESTW-Technik an 16 Prototypstellwerken über sechs Jahre hinweg erprobt worden.
Das erste Vorserienstellwerk der Alcatel (ehem. SEL) in Neufahrn (Niederbayern) wurde später in ein Serienstellwerk umgewandelt. Die ersten Serienstellwerke von Alcatel arbeiten in Husum, Hamburg-Eidelstedt, Itzehoe, Gessertshausen und München-Riem. Probestellwerke der Alcatel konnten durch Softwaretausch in die Serienbauart umgebaut werden.

#### Weitere Entwicklung in Deutschland
Bereits in den späten 1980er Jahren entwickelte die Braunschweiger Firma IVV (später Adtranz Signal, jetzt Bombardier Transportation Signal) ein ESTW für Lokal-, Industrie- und Stadtbahnen mit dem Produktnamen MCDS (jetzt EBI Lock 500). 1989 ging das erste MCDS überhaupt bei der Eisenbahn und Häfen in Duisburg in Betrieb. Das erste MCDS im Personenbetrieb ging auf der Strecke Busenbach–Bad Herrenalb der AVG in Betrieb. Seitdem wurde eine Vielzahl an Stellwerken dieses Typs bei Bahnen in Deutschland und Europa installiert.
Die 1990 gegründete Firma BBR (Baudis Bergmann Rösch GmbH) bot zunächst nur Einzelweichensteuerungen, Betriebshofsteuerungen und Fahrsignalanlagen für Stadt- und Industriebahnen an. Seit 2002 ist der ESTW-Typ SIL.VIA für Regional- und Stadtbahnen im Programm. Die erste Anlage in Deutschland ging 2002 bei der City-Bahn Chemnitz auf der Strecke Altchemnitz–Stollberg (Sachs) in Betrieb. Elektronische Stellwerke im Industriebahnbereich folgten u. a. für den JadeWeserPort bei Wilhelmshaven (2012) und das Volkswagenwerk in Wolfsburg (Ost: 2008, West: 2014). Als nichtbundeseigene Eisenbahn wurde 2014/15 die Ammertalbahn mit BBR-ESTWs ausgestattet.
Die BASF in Ludwigshafen betreibt seit 1991 ein Zentralstellwerk der Bauart ESTW L90 von SEL bzw. Thales. Das ESTW wurde mehrfach ausgebaut bzw. modernisiert, zuletzt 2009. Es besitzt mittlerweile drei gleichwertige Bedienplätze, die alle den kompletten Werksbahnhof bedienen können. Eine Besonderheit des ESTW ist die gesicherte Schwungeinfahrt bzw. Ausfahrt (Kranbewegungen sind bei Zugfahrten nur eingeschränkt möglich) von Zügen in das Kombiterminal Ludwigshafen.
Außerhalb der DB konnten Siemens und Alcatel (Sparte Transportlösungen seit 2024 bei Hitachi Rail) die speziell für die DB entwickelten „Vollbahn-ESTW“ zwar in sehr geringer Stückzahl verkaufen, entwickelten aber Anfang der 1990er Jahre für Lokal-, Stadt- und Industriebahnen spezielle Stellwerksbauformen (SICAS, SICAS S5/S7), die den Anforderungen dieses Kundenkreises besser genügten. Das erste SICAS S5 ging 1995 auf dem Werkbahnhof der ESSO AG in Ingolstadt in Betrieb. Das erste ESTW des Nachfolgetyps SICAS S7 ging 2006 auf der Kaiserstuhlbahn in Betrieb. Die ersten SICAS-ESTW gingen 1997 bei den Kölner Verkehrsbetrieben und der Braunkohlenbahn der LAUBAG (heute LEAG) in Betrieb.
Am Bahnhof Hamburg-Altona ging im März 1995 ein 62,6 Millionen DM teures Stellwerk als 35. elektronisches Stellwerk im Netz der Deutschen Bahn in Betrieb. Das neue Stellwerk ersetzte acht Stellwerke aus den Jahren 1911 bis 1952. Das Stellwerk steuerte bei seiner Inbetriebnahme 160 Weichen, rund 250 Signale und 215 Gleisstromkreise. Aufgrund von Softwareproblemen und zu kurzer Einarbeitungsphase kam es zu erheblichen Problemen bei der Inbetriebnahme. In der Folge verpflichteten sich die ESTW-Hersteller Siemens und Alcatel, Testzentren zu errichten, in denen neue Stellwerke vor Inbetriebnahme getestet werden können.

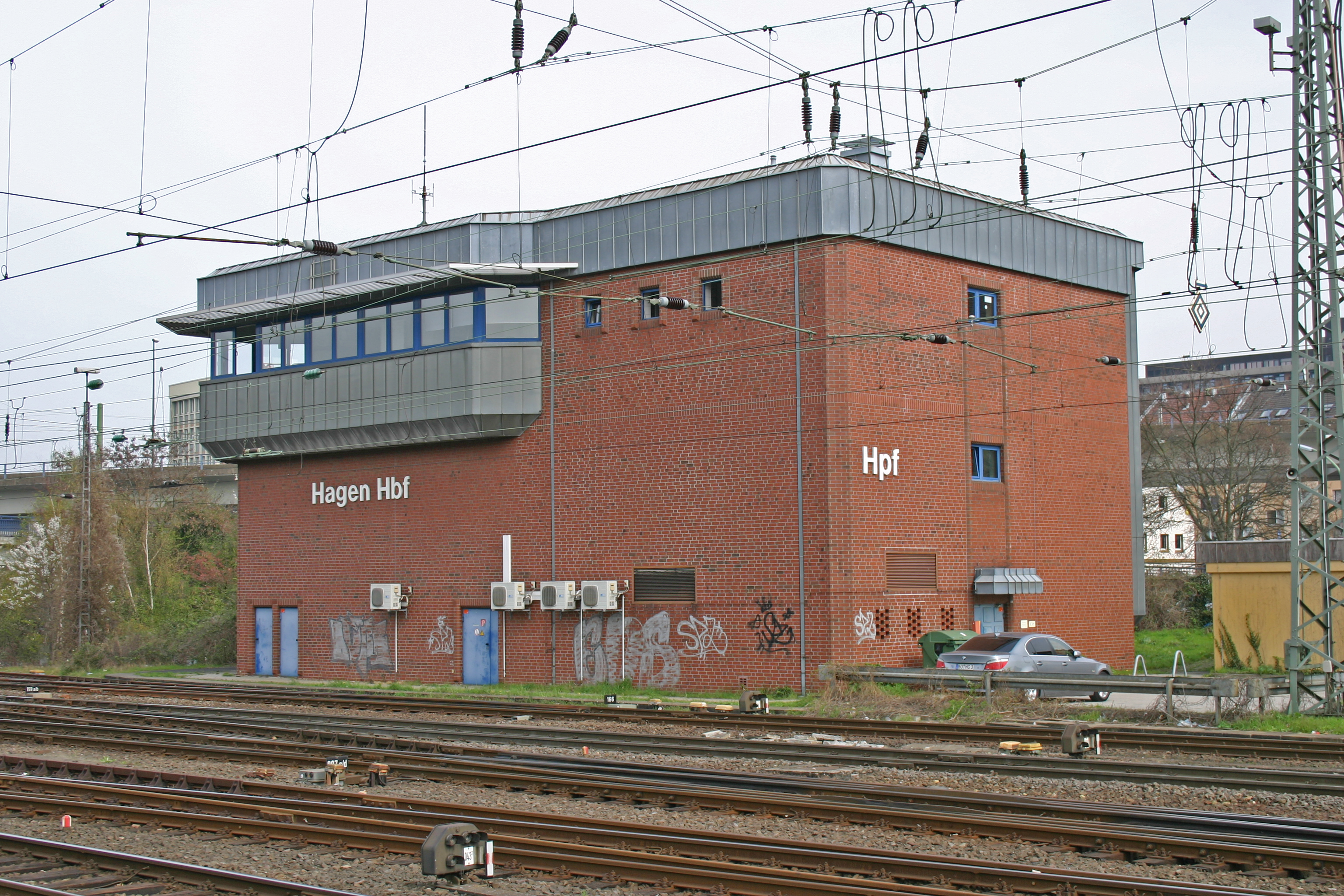
Elektronisches Stellwerk Hpf in Hagen Hauptbahnhof

In Hagen ging Mitte 1995 das 46. und damals größte ESTW im Bereich der Deutschen Bahn in Betrieb. Die 58 Millionen DM teure Anlage ersetzte sieben ältere Stellwerke und steuerte zur Inbetriebnahme 504 Stelleinheiten mit 250 Gleisfreimeldeabschnitten.
Am Hauptbahnhof Hannover begannen 1993 die Bauarbeiten für das bis dahin größte elektronische Stellwerk (Lage: 52° 22′ 27″ N, 9° 44′ 47″ O) der Bahn. Die etwa 100 Millionen D-Mark teure Anlage steuert über zehn Fahrdienstleiter-Arbeitsplätze 279 Weichen und 535 Signale, sie wurde für etwa 5000 Zug- und Rangierfahrten pro Tag ausgelegt. Das nach Angaben des Herstellers größte und modernste elektronische Knotenstellwerk der Welt ging im August 1996 in Betrieb.

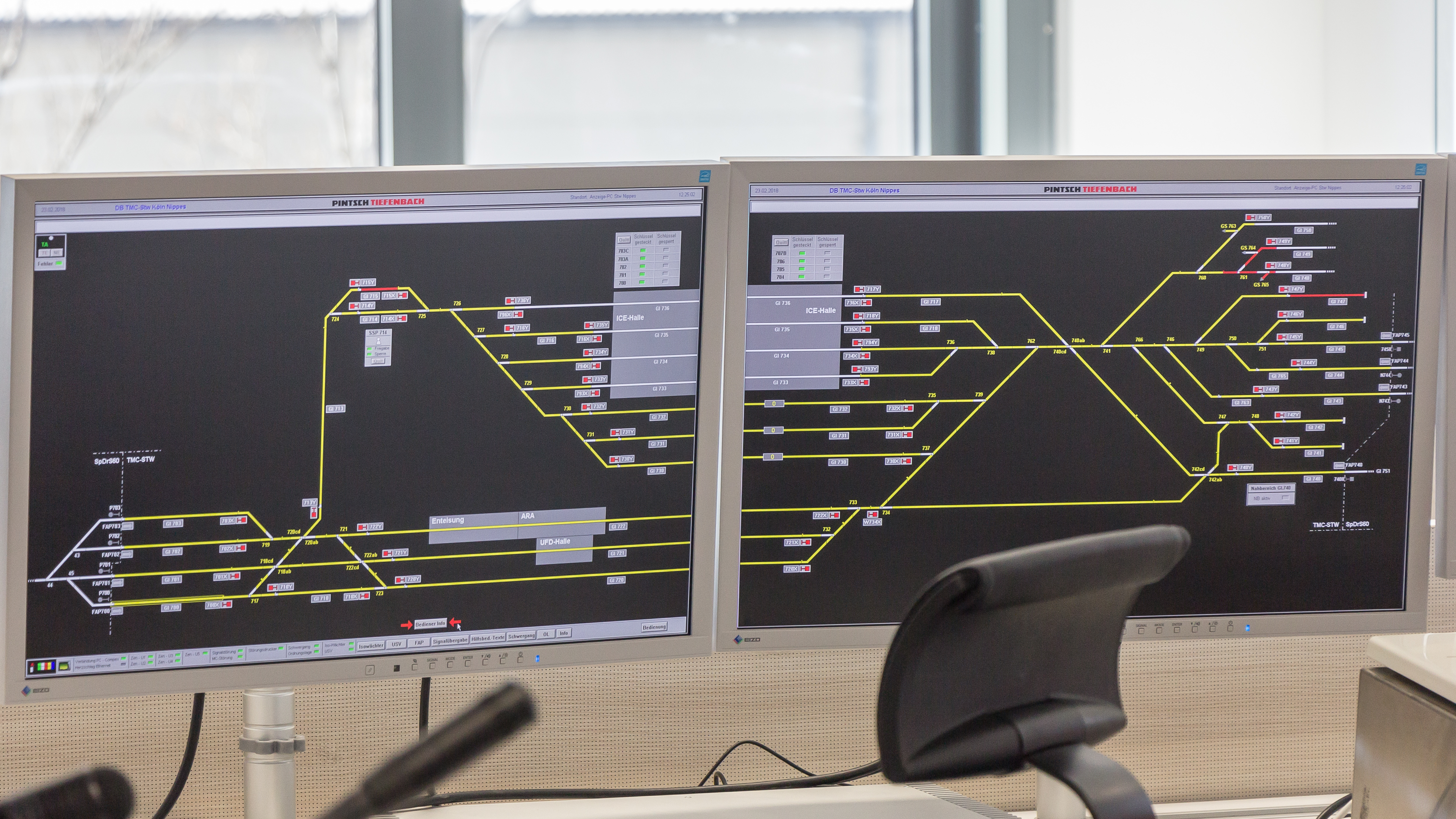
Monitore mit den Schienenwegen des DB-TMC Stellwerkes Köln-Nippes

Für reine Rangierstellwerke entwickelte die Firma Tiefenbach ein Rangier-ESTW mit der Bezeichnung TMC RaStw, das 2003 das erste Mal bei der DB im Bahnhofsteil Deutzerfeld des Bahnhofs Köln-Deutz eingesetzt wurde. Tiefenbach lieferte bis dahin nur Anlagen für elektrisch ortsgestellte Weichen (EOW) und sonstige Rangiertechnik an die DB.
Bombardier Transportation ist seit 2005 der dritte Hersteller, der ESTW für die Hauptstrecken der DB anbietet. Der schon länger international verkaufte Typ EBI Lock 950 wurde dafür entsprechend dem deutschen Regelwerk angepasst und zugelassen (das EBI Lock 950 wird im Ausland teilweise als einkanaliger Rechner mit diversitärer Software betrieben, in Deutschland hingegen als 2 × 2-von-2-System).
Zu Beginn des neuen Jahrtausends teilte die DB die Strecken in das sog. Fern- und Ballungsnetz und mehrere Regionalnetze auf. So wurden zwei Marktsegmente geschaffen, die vor allen Dingen für die Regionalnetze kostengünstigere ESTW ermöglichen sollten, da nicht alle Funktionalitäten von „Vollbahn-ESTW“ auch für die Regionalnetze benötigt werden. Dies führte zum Markteintritt von weiteren Herstellern.
Scheidt & Bachmann (bisher Lieferant für Bahnübergangssicherungsanlagen) entwickelte die Bauform ZSB 2000 für Regionalnetze, zunächst nur für Strecken, die im signalisierten Zugleitbetrieb betrieben werden. Inzwischen ist die Zulassung für alle Betriebsformen erfolgt. 2005 wurde die Pilotanlage auf der Strecke Korbach–Brilon Wald in Betrieb genommen. Seitdem wurden bei der DB sowie auch bei nichtbundeseigenen Bahnen etliche Anlagen realisiert, weitere sind in Planung.
Im Jahre 2004 ging das erste und einzige ESTW von der mittlerweile von Siemens übernommenen Firma Westinghouse Rail Systems in Deutschland auf der Strecke Kiel–Bad Schwartau in Betrieb. Da Siemens das übernommene Produkt abkündigte, musste das Stellwerk bereits im Jahr 2021 ersetzt werden.
Seit 2006 ist eine modifizierte Version des EBI Lock 500 von Bombardier Transportation Signal auch für Regionalnetzstrecken der DB zugelassen. Das erste Stellwerk dieses Typs bei der DB befindet sich auf der Renchtalbahn (Appenweier–Bad Griesbach).
Ende September 2008 wurde in Mannheim-Rheinau das erste Stellwerk, bei dem auch die Feldelemente (Signale, Weichensteuerungen etc.) über ein IP-basiertes Netzwerk angesteuert werden, in Betrieb genommen. Es handelt sich um ein EBI Lock 950 des Herstellers Bombardier. Dies war die Grundlage der laufenden Standardisierung der Schnittstellen zu den Feldelementen durch die Deutsche Bahn (Projekt NeuPro).
Im Jahr 2006 startete mit dem ESTW Lindaunis ein Projekt, mit dem das erste ESTW der Firma Funkwerk (vorher Vossloh) auf der Strecke Kiel–Flensburg errichtet werden sollte. Das Stellwerk vom Typ Alister sollte ein ESTW-R (vereinfachtes ESTW für den Einsatz auf Regionalstrecken) auf Basis von SPS-Technik mit Nutzung von möglichst Commercial off-the-shelf-Produkten werden. Bei derartigen Stellwerken wird auf einige Funktionen, beispielsweise die Einbindung in Betriebszentralen und Mittelweichen, verzichtet. Das Stellwerk ging 2009 in Betrieb. Durch Schwierigkeiten bei der Zulassung des Gesamtkonzeptes und neuentwickelter signaltechnischer Komponenten wurden vorgesehene Inbetriebnahmetermine immer wieder abgesagt. Nach Übernahme der Sparte von Funkwerk durch Scheidt & Bachmann wurden 2014 auf der Strecke ein ESTW-R vom Typ ZSB 2000 in Betrieb genommen.
Im Jahr 2014 wurden die Ergebnisse und Ressourcen des Projektes NeuPro seitens DB Netz in ein (im Jahre 2020 noch andauerndes) westeuropäisches Gemeinschaftsprojekt EULYNX eingebracht. Im gleichen Jahr wurde am Bahnhof Annaberg-Buchholz Süd im Regionalnetz der Erzgebirgsbahn der Pilotbetrieb des Digitales Stellwerk (DSTW) genannten Ergebnisses von NeuPro aufgenommen. Dort erproben Siemens und DB Netz die neue Stellwerksarchitektur. Auch dabei erfolgte die Kommunikation zwischen Stellwerk sowie Weichen und Signalen über ein IP-basierendes Netzwerk. Dafür wurde im Außenbereich die signaltechnisch sichere Datenübertragung (SIL) mit der Schnittstelle „SCI-LS“ (Standard Communication Interface – Light Signal) eingesetzt. Nach der Abnahme durch das Eisenbahn-Bundesamt ging das Stellwerk am 19. Januar 2018 regulär in Betrieb.
Die Verwendung von IP-Technik im Gleisfeld erlaubt den Verwendung von preisgünstiger Netzwerkinfrastruktur für die Signalübertragung, große Entfernungen zum Stellaktor oder Sensor durch die Entkopplung von der (nunmehr dezentralisierten) Energieversorgung sowie die mögliche Kombination von LST-Komponenten unterschiedlicher Hersteller. Innerhalb des Stellwerkes werden ebenfalls neuartige Schnittstellen der Funktionsblöcke verwendet, deren Modularität ebenfalls die Austauschbarkeit zwischen verschiedenen Lieferanten gewährleisten soll.

### Historische Entwicklung in der Schweiz

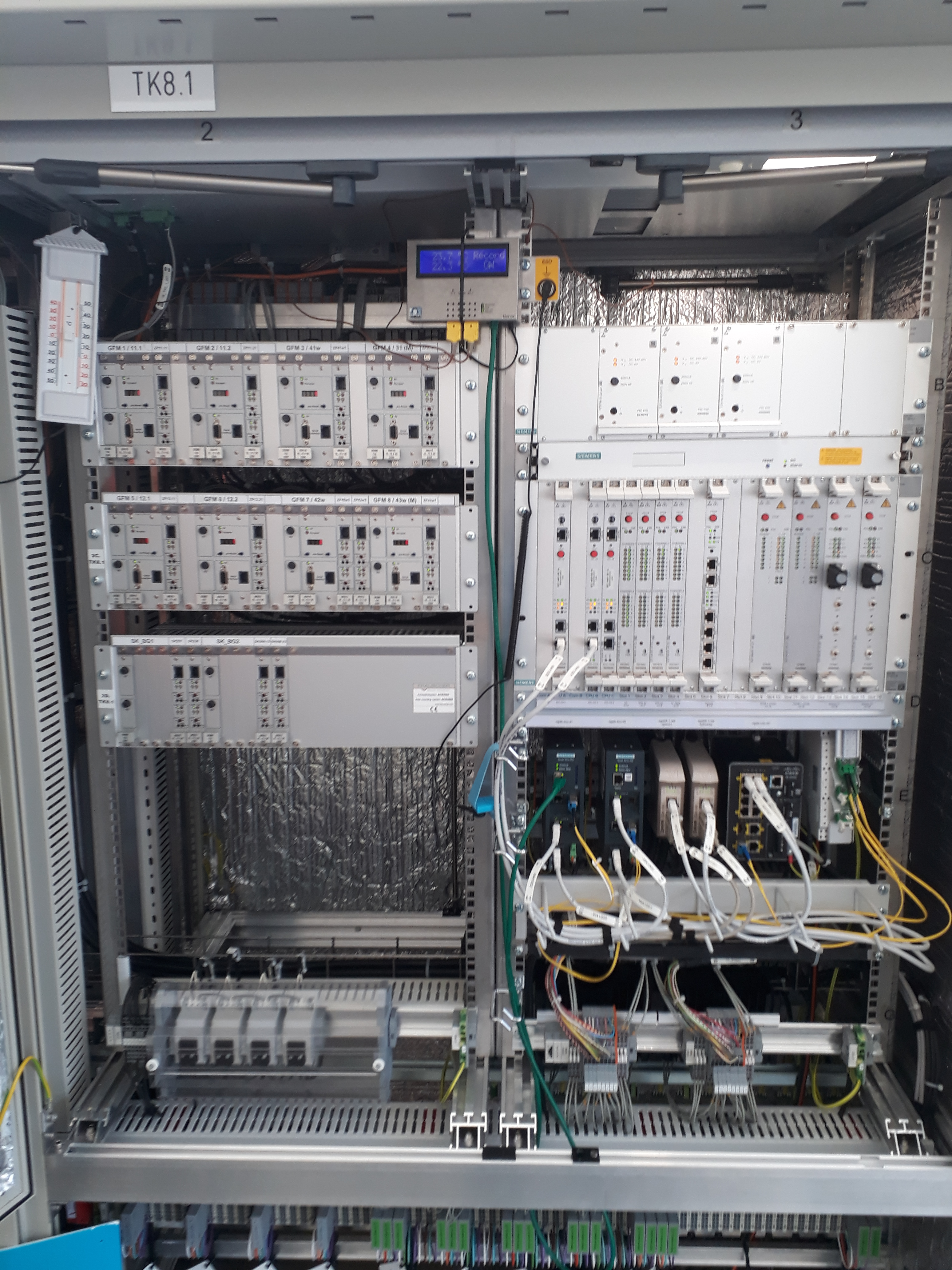
Elektronisches Stellwerk Siemens Simis IS der Appenzeller Bahnen im Bahnhof St. Gallen aus dem Jahr 2018. Rechts Stellwerkrechner, darunter Eingänge der Glasfaserkabel, oben links Achszähler. Das kompakte Stellwerk ist in einem im Freien stehenden Schaltschrank untergebracht.

1989 wurde im Grenzbahnhof Chiasso das erste elektronische Stellwerk der Schweiz in Betrieb genommen, ein Prototyp der Stellwerksbauform Simis-C. Dieser Prototyp ist inkompatibel mit allen nachfolgenden Simis-C Stellwerken in der Schweiz, die Serienprodukte von Siemens sind.
Die Firma Alcatel ist in den Schweizer ESTW-Markt mit dem Elektra-1-Stellwerk Freiburg eingetreten, das im November 1997 in Betrieb ging.
Das Elektra-1 wie auch das Simis-C wurden durch Weiterentwicklungen abgelöst. Der Nachfolger vom Elektra-1 heißt Elektra-2 und wurde mit leistungsfähigerer Hardware ausgestattet. An der Software wurde nur wenig geändert. Der Nachfolger des Simis-C, das Simis-W, war dagegen komplett neu entwickelt worden. Das erste Simis-W der Schweiz ging im August 2004 in La Chaux-de-Fonds in Betrieb. Dieses ist mit allen nachfolgenden Simis-W-Stellwerken kompatibel.
Die Wengernalpbahn erhielt ihre erste Ausstattung mit Leit- und Sicherungstechnik auf Basis elektronischer Stellwerke 2003/04. Insgesamt wurden zwischen Grindelwald und Kleine Scheidegg sechs SIL.VIA-Stellwerke von BBR installiert, die über eine gemeinsame Meldeebene mit der Leitstelle in Grindelwald Grund und einen abgesetzten Bedienplatz in Kleine Scheidegg verbunden sind. 2005 folgte die Ausrüstung der anschließenden Strecke zum Jungfraujoch ebenfalls mit BBR-ESTWs. Auf 3454 m über dem Meer gelegen, ist das Stellwerk im Tunnelbahnhof Jungfraujoch auch das höchste Stellwerk Europas. Den Regionalverkehr in den Kantonen Waadt und Wallis südlich des Genfersees betreiben die Transports Publics du Chablais (TPC) seit 2007 mit BBR-SIL.VIA-Stellwerken, die sukzessive die vorhandenen Relaisstellwerke ablösen.

### Historische Entwicklung in Spanien
In Spanien wurden die ersten ESTW auf der 1992 eröffneten Neubaustrecke Madrid–Sevilla eingerichtet. Dabei handelte es sich um Stellwerke der Bauform L 90. Die damalige Niederlassung der Alcatel entwickelte auf Basis der gleichen Rechner eine eigene Software ESTW L90 5, die mehrere Fahrdienstleiter für verschiedene Bahnhöfe auf demselben Rechner unterstützt; L90 5 werden mittlerweile in Serie produziert und ins Ausland geliefert.

## Verbreitung der ESTW

### ESTW in Deutschland
Die Deutsche Bahn betreibt 1369 Elektronische Stellwerke (ESTW-UZ/ESTW-Z und ESTW-A) mit 78.478 Stelleinheiten (Stand: 2020).
Die Deutsche Bahn betrieb Anfang 2006 insgesamt 232 ESTW-Rechnerräume mit insgesamt 54.708 Stelleinheiten. Mit Stand Februar 2008 sind auf dem Netz der DB ungefähr 220 ESTW-Zentralen mit weiteren etwa 550 ausgelagerten Stellrechnern in Betrieb. Davon wird über die Hälfte aus den Betriebszentralen bedient. Bei den NE-Bahnen sind ungefähr 45 ESTW-Anlagen mit ca. 160 ausgelagerten Stellrechnern vorhanden.
Im Jahr 2003 nahm die Deutsche Bahn 34 ESTW, mit einer Investitionssumme von rund 557 Mio. Euro, in Betrieb. Insgesamt waren Ende 2003 rund 126 ESTW in Betrieb. 2005 wurden 33 ESTW-Projekte im Gesamtumfang von 900 Millionen Euro realisiert, darunter ein ESTW für Frankfurt (Main) Hauptbahnhof. Im Jahr 2007 sollten im DB-Netz 30 elektronische Stellwerke in Betrieb gehen.
Die Deutsche Bahn rechnet bei ihren Elektronischen Stellwerken mit folgenden technischen Nutzungsdauern: 10 Jahre für das Bediensystem, 20 Jahre für die Innen- und 50 Jahre für die Außenanlage. Die Deutsche Bahn bezifferte im Jahr 2006 die Lebensdauer, in der sich die Anlagen unter technischen und wirtschaftlichen Gesichtspunkten lohnen, von zehn Prozent ihrer ESTW mit 10 Jahren, von 30 Prozent mit 25 Jahren und von den übrigen 60 Prozent mit 50 Jahren.
Bei der Deutschen Bahn entfallen rund ein Drittel der Infrastrukturkosten eines Elektronischen Stellwerks auf die Innenanlage, rund 20 Prozent auf die Außenverkabelung, gut 30 Prozent auf Feldelemente, rund 10 Prozent auf das Gebäude und rund 5 Prozent auf die Stromversorgung.
Im Vergleich zu Relaisstellwerken weisen ESTW bei der Deutschen Bahn verlängerte Fahrstraßenbilde- und -auflösezeiten auf. Sie lassen ferner keine überlappenden Durchrutschwege mehr zu. Sie wirken damit per se kapazitätseinschränkend.

### ESTW in der Schweiz
2008 waren in der Schweiz über 100 elektronische Stellwerke im Einsatz. Hier werden elektronische Stellwerke bevorzugt in Bahnhöfen eingesetzt, deren Gleisanlagen häufig umgebaut werden. So erlebt auch das erste elektronische Stellwerk der Schweiz nach über 20 Jahren Betriebseinsatz Änderungen an seiner Ausstattung und an der Gleisanlage.

### ESTW in Österreich
In Österreich wurden zunächst ESTWs der Firmen Siemens und Thales eingesetzt. Siemens stellte dazu das SIMIS-AT, eine Abänderung des deutschen SMC-86, zur Verfügung. Thales (damals noch SEL) entwickelte ab 1987 speziell für die ÖBB ein eigenes ESTW (Typ ELEKTRA), wovon das erste 1989 mit voller Sicherheitsverantwortung in Betrieb ging. Beide Stellwerke wurden mit der Einheitlichen Bedienoberfläche 1 (EBO 1) bedient. Somit war die Bedienung beider Hersteller annähernd gleich.
Heutzutage besitzen die meisten vor Ort besetzten Betriebsstellen, welche über ein ESTW verfügen, solch eines mit EBO 1. Lediglich die fünf Betriebsführungszentralen und größere Knotenbahnhöfe erhielten eine Weiterentwicklung, die Bedienoberfläche nennt sich hierbei EBO 2. Das ESTW, welches im Hintergrund arbeitet, kann dabei jedes beliebige sein. Im Zuge von Umbauten und Migrationen in die jeweilige BFZ wurden jedoch die meisten auf Stellwerke der Typen ILTIS (Siemens) bzw. ELEKTRA 2 (Thales) umgestellt.
Auf Nebenstrecken ist das ESTW ZSB 2000 der Firma Scheidt & Bachmann verbreitet. Dieses ist bezüglich der Funktionen eingeschränkter und bietet beispielsweise keine automatische Zuglenkung.
Für Stellbereiche, in denen nur Verschubbewegungen durchgeführt werden, entwickelte die Firma Funkwerk das Stellwerk VERA (Verschubstellwerke Austria). Auf Abrollanlagen existiert darüber hinaus noch das „Microcomputersystem für Rangiertechnik auf 32-Bit-Basis“ (MSR32) von Siemens.

### ESTW in Europa

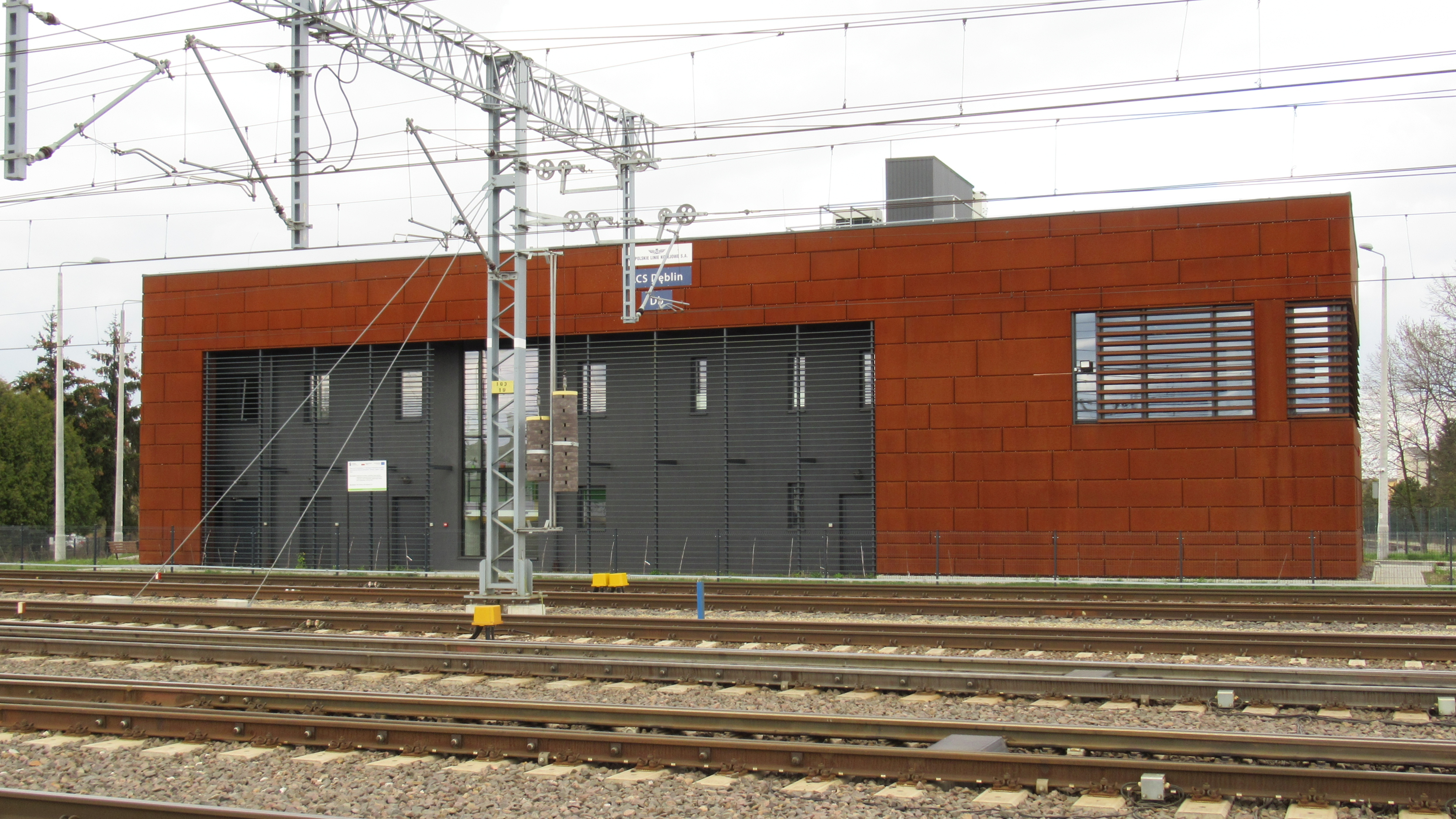
Elektronisches Stellwerk „LCS Dęblin“ in Polen (Bahnstrecke Warschau – Lublin)

Neben Siemens, Hitachi und Alstom (sowie deren Vorläuferfirmen) sind in Europa noch die Firmen Westinghouse, Ansaldo / Union Switch & Signalling, AŽD Praha und CAF Signalling im ESTW-Markt tätig. Alle liefern ihre Produkte auch an Bahnen in der ganzen Welt.
Siemens entwickelte speziell für den internationalen Markt die Stellwerksbauformen Simis W und Simis IS.
British Rail Research, Westinghouse und die damalige GEC General Signal entwickelten ab 1976 gemeinsam einen offenen Standard für elektronische Stellwerke bei British Rail namens SSI. Das erste Stellwerk ging am 8. September 1985 in Leamington Spa in Betrieb. SSIs wurde u. a. nach Belgien (rund 200 Stellwerke) und Portugal (rund 100 Stellwerke) exportiert.
In Belgien wurde das erste elektronische Stellwerk 1993 in Betrieb genommen. 2007 waren 23 elektronische Stellwerke mit rund 9300 Stelleinheiten in Betrieb. Damit entfielen 32 Prozent der Stelleinheiten im Infrabel-Netz auf ESTWs. Infrabel, der Betreiber des belgischen Eisenbahnnetzes, vergab im Sommer 2015 einen bis 2025 laufenden Auftrag in Höhe von 510 Millionen Euro für die Ausrüstung des gesamten Netzes mit ESTW, einschließlich des Einbaus von ETCS Level 2 auf mehr als 2200 Gleiskilometern.

### Liste der bei europäischen Staatsbahnen verwendeten ESTW-Bauformen
Anmerkung: ESTW L90 und ESTW L90 5 sind Entwicklungen von Alcatel / SEL, deren Sparte Transportlösungen 2007 erst in die Thales und folgend 2024 in die Hitachi Rail integriert wurden.
- Belarus: AŽD ESA11-BC, AŽD ESA44-BC
- Belgien: Alstom/Westinghouse SSI
- Bosnien: Hitachi Rail L90 5
- Dänemark: Bombardier EBI Lock
- Estland: Siemens Simis IS
- Finnland: Hitachi Rail L90 5, Bombardier EBI Lock, Siemens Simis-C/WESTRACE Mk 1/WESTRACE Mk2, Union Switch & Signal MICROLOK II
- Frankreich: Alstom/Westinghouse SSI, Alcatel/Thales PIPC
- Griechenland: Alstom SMARTLOCK, Siemens Simis IS
- Großbritannien: Alstom/Westinghouse SSI, Ansaldo CBI, Westinghouse WESTRACE/WESTCAD
- Italien: Alstom SMARTLOCK, Ansaldo CBI, Bombardier EBI Lock
- Kroatien: Hitachi Rail L90 5, Bombardier EBI lock 950
- Lettland: Hitachi Rail L90 5
- Litauen: AŽD ESA11-LG
- Luxemburg: Hitachi Rail L90
- Montenegro: AŽD ESA11
- Niederlande: Siemens Simis-C/Simis W, Alstom VPI, Alstom SMARTLOCK, Bombardier EBI Lock
- Norwegen: Bombardier EBI Lock, Siemens Simis-C, Hitachi Rail L90 5
- Österreich: Thales ELEKTRA/ELEKTRA 2, Siemens Simis-AT/ILTIS, Scheidt & Bachmann ZSB 2000, Funkwerk VERA, Siemens MSR32
- Polen: Hitachi Rail L90, Hitachi Rail L90 5, Bombardier EBI Lock, Siemens Simis W, Kombud MOR-3, Kontron WTUZ
- Portugal: ab 1993, Alstom/Westinghouse SSI, Hitachi Rail L90 Alcatel/Thales PIPC
- Rumänien: Hitachi Rail L90, Siemens Simis W
- Schweden: Bombardier EBI Lock, Union Switch & Signal MICROLOK II
- Schweiz: Thales ELEKTRA, Alstom SMARTLOCK, Siemens Simis-C/Simis W/Simis IS/MSR32[52], BBR SIL.VIA, Bär EUROLOCKING[53][54]
- Slowakei: Siemens Simis W, AŽD ESA11, Starmon K-2002, Bombardier EBI Lock
- Slowenien: Siemens Simis W, Thales L90 5, CAF QUASAR S3E
- Spanien: ab 1992, Alstom SMARTLOCK, Siemens WESTRACE Mk2, Hitachi Rail L90, Hitachi Rail L90 5, Sicas ECC
- Tschechien: AŽD ESA11, AŽD SZZ-ETB, ModESt, Starmon K-2002, AK-Signal REMOTE'98
- Türkei: AŽD ESA44
- Ungarn: Alcatel ELEKTRA, Siemens Simis-C/Simis IS

### Deutsche ESTW in Ländern anderer Kontinente (Auswahl)
Anmerkung: Die ESTW L90 und L90 5 Entwicklungen sind aus Deutschland (ehemals Standard Elektrik Lorenz). Das L90 5 basiert auf einer Bauform der spanischen Niederlassung der Alcatel.
- Iran: Hitachi Rail L90 5
- Israel: Hitachi Rail L90[55]
- Saudi-Arabien: Hitachi Rail L90 5, SIMIS C
- Südafrika: Hitachi Rail L90 5

## Aufbau und Technik
Unter Sicherheitsaspekten vertraute man der Rechnertechnik bei der Eisenbahn lange Zeit nicht. Bestanden die sicherheitsrelevanten Abhängigkeiten in herkömmlichen Stellwerken noch aus sicht- und fühlbaren mechanischen Teilen oder abgesicherten Relaisschaltungen mit diskreten und absichtlich sehr eingeschränkten Zuständen, so ist das bei Rechnersystemen so nicht mehr zu erreichen. Bei Halbleiterbauelementen lässt sich z. B. nicht sicher vorhersagen, ob ein Schaltkreis im Fehlerfall ein- oder ausgeschaltet sein wird; auch ist der Nachweis der sicheren Funktionsweise bei Software nicht mehr durch Untersuchen diskreter Zustände zu führen. Die Stellwerkshersteller lösten diese Nachweisprobleme unterschiedlich.
Während im Ausland teilweise einkanalige Rechner zum Einsatz kommen, wirken in deutschen elektronischen Stellwerken immer mindestens zwei gleichzeitig und unabhängig voneinander arbeitende Rechner zusammen. Ihre Ergebnisse werden in einem so genannten Vergleicher abgestimmt, der anfangs durch eigene Schaltungen, später durch Mikrorechner realisiert wurde. Auf dem Markt gibt es noch Vergleicherlösungen durch zweikanalige Rechner oder Software. Nur wenn beim Vergleich eine Übereinstimmung festgestellt worden ist, wird ein sicherheitsrelevanter Stellvorgang eingeleitet. Um die Verfügbarkeit hoch zu halten, ist bei einigen Herstellern neben den zwei arbeitenden Rechnern noch ein dritter, passiver Rechner vorhanden. Bei einem Rechnerausfall übernimmt der dritte Rechner sofort die Arbeit des ausgefallenen Rechners. Hier gibt es eine Strategie des hot standby, bei der drei Rechner ständig arbeiten und die Zwei-aus-drei-Entscheidung vor Ausgabe von Stellkommandos nur Entscheidungen weitergibt, die von zwei Rechnern gleich angeliefert wurden – diese Strategie erlaubt höhere Verfügbarkeit und wird bei Vollbahnstellwerken von einigen Herstellern eingesetzt. Ebenso ist ein vollständig redundantes System (also eine Verdopplung der beiden arbeitenden Rechner als 2 × 2-aus-2-System) möglich. Die dritte Strategie des cold standby erfordert bei Abschaltung eines Rechners zuerst das Anfahren des dritten Rechners – sie ist also mit Aufrüstzeiten verbunden, die heute im Personenverkehr nicht toleriert werden, deswegen also nur für Anlagen ohne hohe Verfügbarkeitsforderungen geeignet. (Für die Bahnstrecke Bürmoos–Trimmelkam wurde deswegen 2011 beschlossen, ein Relaisstellwerk zu bauen.) Wesentlicher Teil des Sicherheitsnachweises ist die Tatsache, dass die Elementanschaltungen beim Ausfall des steuernden Rechners selbsttätig in Grundstellung „fallen“ – Signale fallen in Halt. Diese Eigenschaft wird bei Relaisansteuerungen durch sogenannte Dynamikrelais realisiert. Diese sind mit Hilfe eines Kondensators in „Halteschaltungen“ eingebracht, die die potentiell gefährlichen Zustände wie Signal auf „Fahrt“ dadurch halten, dass der Rechner zyklisch für die Ladung des Kondensators sorgt – wenn der Ladebefehl ausbleibt, fällt das gehaltene Relais ab – und das Signal fällt in die Grundstellung „Halt“. In vollelektronischen Steuerungen prüft ein zweikanalig aufgebauter Mikroprozessor, dass der Stellbefehl regelmäßig wiederholt wird, andernfalls fällt auch dabei das Signal in Halt.
In europäischen Ländern müssen neue Stellwerke für Eisenbahnen in der Regel dem Normenkriterium SIL-4 nach CENELEC genügen. Für Bahnen mit geringeren Anforderungen an die Stellwerkssicherheit (in Deutschland z. B. für viele Rangierstellwerke, d. h. ohne mit Personen besetzte Wagen) genügen Stellwerkstechniken, die nur eine niedrigere Sicherheitsanforderungsstufe erreichen, zum Beispiel SIL-2.
Die geforderte Verfügbarkeit von ESTW-Kernen der Deutschen Bahn entspricht einer mittleren Betriebsdauer zwischen zwei Ausfällen von 800.000 Stunden (ungefähr 91 Jahre).

### Stellwerksprinzip
Wie die Relaisstellwerke lassen sich auch die elektronischen Stellwerke in ihrem Arbeitsprinzip in zwei Gruppen unterteilen. Entweder arbeitet das Stellwerk nach dem Spurplanprinzip oder nach dem Fahrstraßen- bzw. Verschlussplanprinzip.
Mechanische Stellwerke sind Stellwerke nach dem Verschlussplanprinzip. Es sind nur Fahrstraßen vorhanden, die physisch projektiert und eingebaut wurden. Ein Signalhebel wird nur freigegeben, wenn der zugehörige Fahrstraßenhebel umgelegt und die Fahrstraße zusätzlich festgelegt wurde. Möglich ist das nur, wenn die Bedingungen gemäß dem Verschlussplan erfüllt sind. Als Bedingungen für die Signalfahrtstellung wird im Verschlussplan die korrekte Lage der Weichen im Fahrweg aufgelistet, die erforderliche Lage der Flankenschutzweichen etc. In Relaisstellwerken nach dem Fahrstraßenprinzip werden diese Bedingungen nicht mehr durch mechanische Verschlüsse realisiert, sondern durch von Relaiskontakten unterbrochene Strompfade. Auch hier müssen die Fahrstraßen gesondert projektiert werden, sie erfordern besondere Relaisgruppen.
Mit den Relaisstellwerken entstand auch das Spurplanprinzip. Bei Relaisstellwerken nach dem Spurplanprinzip wird für jedes Fahrwegelement eine entsprechende Relaiseinrichtung, in der Regel in Form einer vorgefertigten und genormten, beim Hersteller geprüften Relaisgruppe, deren Anschlüsse ebenfalls genormte Steckverbindungen sind, im Stellwerk eingebaut. Jedes dieser Fahrwegelemente bildet eine eigene Teilfahrstraße, die dafür erforderlichen Relais sind ebenfalls in den Gruppen vorhanden. Sie lösen nach dem Be- und Freifahren sofort und einzeln auf und stehen für die nächste Fahrt zur Verfügung. Die Relaisgruppen der Fahrwegelemente werden gemäß dem Verlauf der Gleise mit Spurkabeln verbunden. Schließt sich zum Beispiel dem rechten Strang der Weiche 1 die Spitze der Weiche 2, so wird der dem rechten Strang der Weiche 1 entsprechende Anschluss der Gruppe über das Spurkabel mit dem Anschluss der Sitze der Relaisgruppe der Weiche 2 verbunden. Durch das korrekte Zusammenschalten der Gruppen entstehen die Gesamtfahrstraßenschaltungen praktisch von selbst. Aufwändige Kontaktprüfungen sind damit weder nach dem Bau noch nach Änderungen erforderlich. Damit das Signal einer Fahrstraße auf Fahrt geht, darf kein in der Fahrstraße bzw. in der Spur liegendes Element den für die Fahrtstellung benötigten Strompfad über seine Relaiskontakte unterbrechen. Erst wenn alle in der Fahrstraße liegenden Elemente verschlossen, festgelegt und überwacht sind, kann das Signal in die Fahrtstellung wechseln.
Der Vorteil des Spurplanprinzips liegt darin, dass unabhängig von den benachbarten Elementen der Weiche 1 (Fahrstraßenstart oder -ziel, Weiche, Block), die Relaisgruppe der Weiche 1 immer genau gleich über genormte Spurkabel mit den Nachbarelementen verbunden wird. Die Größe des Stellwerks beeinflusst somit die Komplexität der Stellwerkslogik nicht. Mechanische und elektromechanische Stellwerke nach dem Fahrstraßenprinzip lassen sich nur bis zu einer bestimmten Größe bauen. Irgendwann wird der (bei mechanischen und elektromechanischen Stellwerken in Form von Verschlussregistern oder Schubstangen realisierte) Verschlussplan einfach zu groß und nicht mehr überschaubar. Die möglichen Stellwege setzen der Anlagengröße allerdings schon vorher Grenzen. Bei großen Fahrstraßenstellwerken, insbesondere Relaisstellwerken, ist es allerdings möglich und üblich, die Relaisanlage in einzelne Teilanlagen aufzuteilen.
Elektronische Stellwerke nach dem Fahrstraßenprinzip arbeiten häufig mit Matrizen. Elektronische Stellwerke nach dem Spurplanprinzip kennen immer noch Spuren, jedoch sind dies nicht mehr Strompfade, sondern virtuelle Datenspuren zwischen benachbarten Elementen. Die Informationen werden in Form von Telegrammen oder Variablen übermittelt. Nachteilig ist allerdings, dass damit Änderungen nicht mehr so einfach wie bei Spurplanrelaisstellwerken möglich sind. Sie erfordern das Erstellen und Aufspielen eines neuen Programmpaketes und damit eine mehrstündige Vollsperrung.
Als Schnittstelle zwischen elektromechanischen oder Relais- und elektronischen Stellwerken dienen sogenannte Fahrstraßenanpassungen.

### Aufbau und Funktionsweise am Beispiel eines Simis-C in Deutschland
Anhand der Stellwerksbauweise Simis-C soll aufgezeigt werden, wie ein elektronisches Stellwerk in Deutschland funktioniert und bedient wird. Simis-C ist nicht mehr der aktuelle Stand der Technik, aber als Anschauungsobjekt gut geeignet. Simis-C wird in der so genannten Bereichsrechner-Technik gebaut. Die gesamte Stellwerksanlage wird dabei auf folgende drei Bereiche aufgeteilt:
- Bedienraum in der Zentrale als Schnittstelle zum Bediener mit den Sichtgeräten (Monitore) und den Eingabegeräten (Grafiktablett mit Elektroniktaster, PC-Tastatur, Maus).
- Rechnerraum (ESTW-Z bzw. ESTW-UZ) im Stellwerksgebäude mit dem Bedienplatzrechner (BPR), dem Bedien- und Anzeigerechner (BAR), und dem Eingabe-, Kontroll- und Interpretationsrechner (EKIR).
- Bereichsrechnerräume (ESTW-A) in kleinen Betonhäuschen vor Ort, mit je einem Bereichsstellrechner (BSTR) und/oder einem Bedienanpassrechner (BAPR). Mit Letzterem sind Relaisstellwerke in das elektronische Stellwerk integrierbar und können dann von dort aus bedient werden. Einzubeziehende Relaisstellwerke müssen allerdings für eine Fernsteuerung vorbereitet sein, beispielsweise durch Tastenrelais mit zwei unabhängigen Spulen für Orts- und Fernsteuerbetrieb.

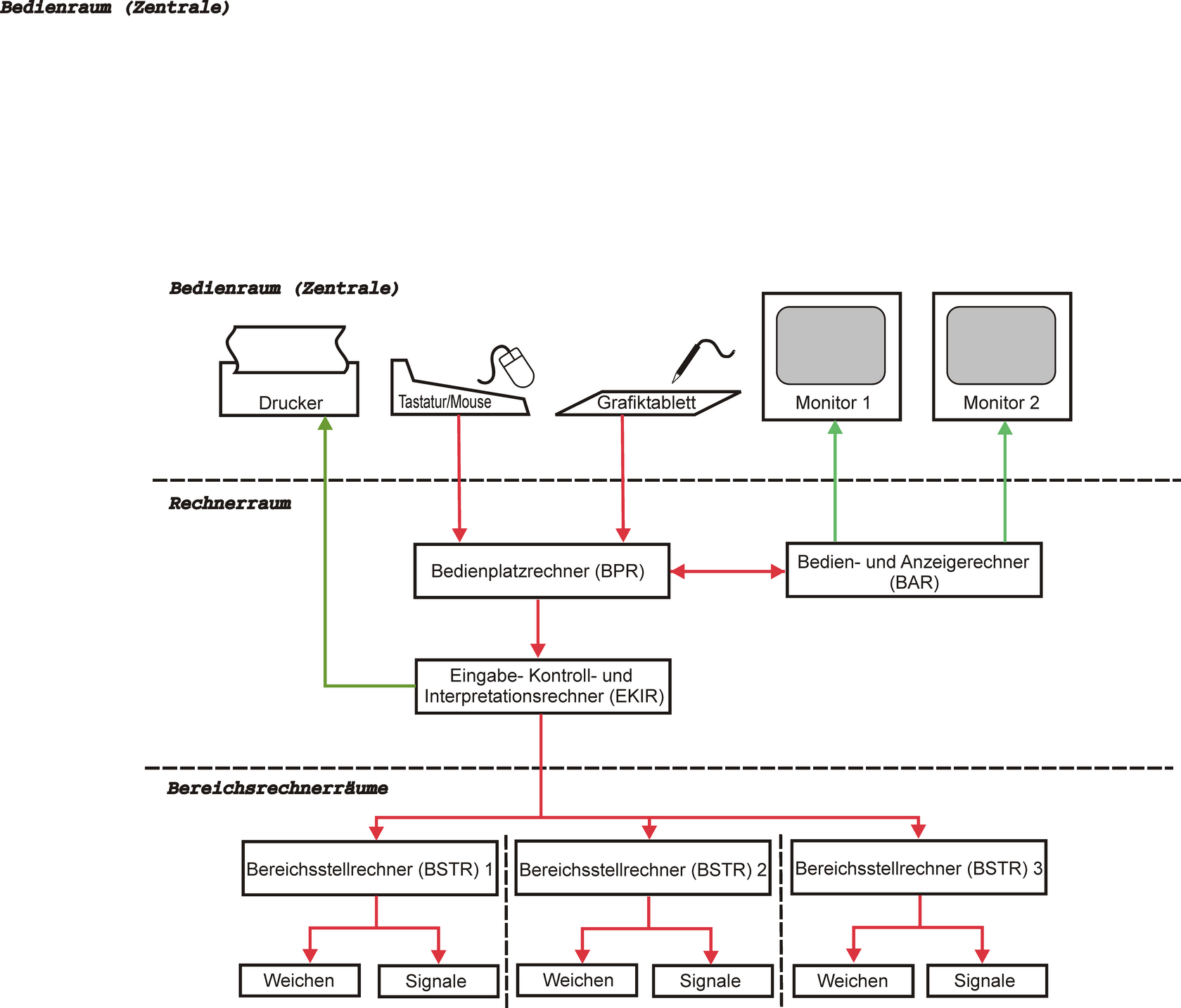
Rechnerkonfiguration eines elektronischen Stellwerkes von Siemens

Das elektronische Stellwerk wird von einem oder mehreren Bedienplätzen aus bedient, die jeweils einem Bedienplatzrechner zugeordnet sind. Wenn nur vor Ort Bedienplätze vorhanden sind, spricht man von einer ESTW-Zentrale (ESTW-Z). Von einer ESTW-Unterzentrale (ESTW-UZ) spricht man, wenn vor Ort nur Notbedienplätze vorhanden sind und das ESTW im Regelbetrieb von Bedienplätzen in einer Betriebszentrale gesteuert wird. Zur Eingabe der Stellbefehle über das auf den Monitoren schematisch dargestellte Gleisbild dienen – je nach Bauform des Stellwerkes – verschiedene Eingabegeräte. Dazu gehören entweder ein Grafiktablett in Verbindung mit einem elektronischen Taster und/oder eine PC-Tastatur mit Maus.
Da der Platz zur Darstellung des Gleisbildes auf den Monitoren begrenzt ist, muss der Stellbereich ggf. in mehreren Teilen dargestellt werden. Den nötigen Gesamtüberblick liefert die Bereichsübersicht (Berü), die der Bedienplatzrechner auf den Monitoren erzeugt. Außerdem versorgt der Bedienplatzrechner den Bediener mit gespeicherten Service-Informationen aller Art. Die stellbereichsspezifischen Daten (die gesamte Topologie der vom Stellwerk gesteuerten Gleisanlage) sind im Eingabe-, Kontroll- und Interpretationsrechner EKIR gespeichert. Er versorgt die Bereichsstellrechner mit diesen Daten, während das System hochgefahren wird. Außerdem erfasst er die Störmeldungen und dokumentiert sie auf einem Störungsdrucker.
Das auf den Monitoren dargestellte Gleisbild ähnelt dem Gleisbild auf einem Gleisbildstelltisch oder der Meldetafel eines Relaisstellwerkes, erscheint aber relativ grob. Der Grund dafür ist, dass die Monitoranzeige signaltechnisch sicher sein muss. Signaltechnisch sicher bedeutet in diesem Zusammenhang: der Bediener muss sich auf den angezeigten Betriebszustand sicher verlassen dürfen. Um diesem hohen Anspruch zu genügen, müsste im Grunde jedes einzelne Pixel des Monitorbildes besonders überwacht werden, was bei hochauflösenden Monitoren zurzeit mit vertretbarem Aufwand noch nicht möglich ist. Hochauflösende Monitore werden jedoch in großen Stellwerken für die zusätzliche nicht signaltechnisch sichere Bereichsübersicht eingesetzt.

Anzeige ESTW L 90 der Firma Hitachi Rail GTS Deutschland (Lupenansicht). Das weiße S zeigt an, dass das Verfahren für die sichere Anzeige ordnungsgemäß arbeitet. Dem Bediener wird dadurch gezeigt, dass die Anzeigen auf dem entsprechenden Monitor sicher sind.

Um bestimmte sicherheitsrelevante Bedienungen ausführen zu können, besitzen die Monitore eine Lupenfunktion, die so genannte Bahnhofslupe. Sie stellt einen Bildausschnitt mit detaillierteren Anzeigen über den Zustand einer Außenanlage, etwa einer Weiche, stark vergrößert dar. Dieses signaltechnisch sichere Lupenbild wird vom Bedien- und Anzeigerechner BAR ausgegeben. Es wird von zwei unabhängig voneinander arbeitenden Grafikkarten erzeugt, deren Bilder auf den Monitoren im regelmäßigen Wechsel nach dem Prinzip der so genannten Sichtgeräte-Doppelsteuerung SIDOS umschalten. Fällt eine Grafikkarte aus oder sind die angezeigten Zustände nicht identisch, blinkt das Bild auf dem Monitor im Umschalttakt; die Anzeige gilt dann nicht mehr als sicher.
Zug- und Rangierfahrstraßen werden im elektronischen Stellwerk, ebenso wie im Relaisstellwerk, nach dem Start-Ziel-Prinzip eingestellt. Mit den jeweiligen Eingabegeräten spricht der Bediener im Gleisbild jeweils einen Startpunkt, in der Regel das Signal, das in die Fahrtstellung gebracht werden soll, und einen Zielpunkt an der Stelle an, an der die Fahrt endet. Beide Punkte müssen in Beziehung zueinander stehen und werden, anders als im Relaisstellwerk, nacheinander angesprochen. In Stellwerken mit Grafiktablett geschieht das auf diesem mit Hilfe eines elektronischen Tasters, sonst im Monitorbild über die Tastatur oder durch Klicken mit dem Mauszeiger.
Aus den Eingabegeräten fließen die Stellaufträge zunächst in den Bedienplatzrechner. Dieser gibt sie an den Eingabe-, Kontroll- und Interpretationsrechner weiter, der die Plausibilität prüft, bevor er sie an den zuständigen Bereichsstellrechner weiterleitet. Die Bereichsstellrechner sind weitgehend autark. Sie führen die Stellaufträge in ihrem Bereich über Anpassungsschaltungen aus und überwachen und sichern gleichzeitig die Fahrstraßen selbstständig. Diese Funktionen bleiben auch dann erhalten, wenn die Verbindung zum Eingabe-, Kontroll- und Interpretationsrechner unterbrochen ist.
Wenn der Bereichsstellrechner den Stellauftrag erhalten hat, bringt er die Weichen und die anderen Einrichtungen im Fahrweg in die richtige Stellung und verschließt sie einzeln; danach legt er die Fahrstraße als Ganzes fest. Sind auch alle sonstigen Voraussetzungen für die Fahrt erfüllt, u. a. muss der Fahrweg frei sein (siehe auch Gleisfreimeldeanlage), kommt das Signal am Anfang der Fahrstraße selbsttätig in die Fahrtstellung. Diese Vorgänge kann der Bediener anhand der Meldeanzeigen auf den Monitoren verfolgen.
Mit dem Freifahren der einzelnen Freimeldeabschnitte nach dem letzten Fahrzeug werden die Teilfahrstraßen wie in Spurplanstellwerken fahrzeugbewirkt und abschnittsweise aufgelöst.

### Entwicklung der Bedienebene
Die ersten ESTW wurden ausschließlich durch Tastaturbefehle bedient. Um etwa eine Zugfahrstraße von einem Einfahrsignal C bis zu einem Zwischensignal ZR6 einzustellen, musste folgender Befehl getippt werden (11 ist hier die Bereichskennziffer): 11C.11ZR6.
Diese Art der Bedienung wurde als wenig intuitiv und zu zeitaufwändig angesehen. Die Tastatur dient daher heute nur noch als Rückfallebene. Der nächste Entwicklungsschritt waren mit einem Stift bediente Grafiktabletts, auf denen der Stellbereich dargestellt war. Durch das Grafiktablett konnte zwar die Geschwindigkeit der Bedienhandlungen gesteigert werden, aber die Ergonomie wurde noch als verbesserungswürdig angesehen: Um sicherzustellen, dass der Rechner die Stiftbedienung des letzten Elements auch wirklich wahrgenommen und ausgeführt hatte, musste der Blick ständig zwischen Tablett und Bildschirm hin- und herwechseln. Dieses Ergonomieproblem konnte durch die Entwicklung der Mausbedienung gelöst werden. Ferner konnte durch Verzicht auf das Grafiktablett auch der Stellbereich wieder vom Arbeitsplatz entkoppelt werden, so dass er bei Bedarf auf einen anderen Arbeitsplatz geschaltet werden kann.
Ein weiterer Entwicklungsschritt betraf die Bereichsübersichtsanzeige. Diese Anzeige zeigt eine großräumige Ansicht des Stellbereichs und wird daher im Regelbetrieb bevorzugt verwendet. Bei älteren ESTW war sie jedoch nicht signaltechnisch sicher ausgeführt, so dass verhältnismäßig oft auf die signaltechnisch sicheren Lupenbilder umgeschaltet werden musste. Dies galt sogar für einige Regelbedienhandlungen. Um diese Bedienhandlungen zu beschleunigen, wurde ab 1996 auch die Bereichsübersicht signaltechnisch sicher dargestellt.
Die Bereichsübersicht wurde zur Standardausrüstung heutiger Bedienzentralen zur Steuerung des gesamten Verkehrs der Deutschen Bahn. Fernsteuerbare Spurplanstellwerke werden mithilfe von Bereichsübersichten auch aus den Bedienzentralen gesteuert.